# Avimiled Rivas
Avimiled Rivas Quintero (Cali, 17 ottobre 1984) è un ex calciatore colombiano, di ruolo centrocampista.